# Клюсс, Иван Александрович
Иван Александрович Клюсс (24 июня 1899, Дылицы, Троцкий район — 23 октября 1948, Ленинград) — советский военный медик, участник гражданской и Великой Отечественной войн, генерал-лейтенант медицинской службы (19.04.1945), доктор медицинских наук, профессор.

## Биография
Родился 24 июня 1899 года в деревне Дылицы Санкт-Петербургской губернии в семье служащего. Русский.
В Красной Армии с 15 июня 1918 года. Участвовал в гражданской войне в качестве кавалериста. В 1919 году был назначен начальником и комиссаром 144-го Ржевского отряда частей особого назначения. Был дважды ранен и один раз контужен.
В мирное время окончил Военно-медицинскую Академию (1927 год), в которой в 1927—1930 годы был адъюнктом кафедры военно-полевой хирургии. Был учеником хирурга Владимира Андреевича Оппеля.
В 1930—1932 годах был командирован на должность начальника Военно-санитарного управления Монгольской народной армии.
С 1933 по 1937 годы (с перерывом) был старшим преподавателем, затем — доцентом кафедры Военно-полевой хирургии военно-медицинской академии. В 1935 году короткое время был помощником начальника санитарного отдела Киевского военного округа.
Во время войны в Испании был главным советником медицинского управления республиканской армии Испании (1937—1938 гг.).
В 1939—1941 годах был начальником кафедры военно-полевой хирургии Куйбышевской военно-медицинской академии. Способствовал становлению и развитию этого военно-медицинского учебного заведения
В период советско-финляндской войны 1939—1940 годов, был начальником санитарного отдела 8-й армии. В 1940 году выступил редактором книги В. А. Оппеля «Очерки хирургии войны»

## Великая Отечественная война
Участвовал в Великой Отечественной войне с августа 1941 года. Сначала был инспектором санитарного управления Ленинградского и Волховского фронтов, с сентября 1941 года по март 1944 года — начальником военно-санитарного управления Карельского фронта, затем с апреля 1944 года по май 1945 года — начальником военно-санитарного управления 3-го Украинского фронта.

## Послевоенный период
С июня 1946 по январь 1948 года возглавлял кафедру военно-медицинской подготовки Ленинградского педиатрического медицинского института. Опубликовал более 30 научных трудов.
Умер 23 октября 1948 года в Ленинграде. Похоронен на Богословском кладбище Санкт-Петербурга

## Воинские звания
- бригадный врач — 10 октября 1940 года
- генерал-майор медицинской службы — 21 апреля 1943 года
- генерал-лейтенант медицинской службы — 19 апреля 1945 года.

## Награды
- два ордена Ленина (19.05.1940; 1943),
- два орденами Красного Знамени (1937, 11.1944)
- орден Богдана Хмельницкого 1-й степени (28.04.1945 — № 114)
- орден Богдана Хмельницкого 2-й степени (за высокие организаторские способности и исключительную заботу о раненых — 13.09.1944) Наградной лист на сайте «Подвиг народа» Архивировано 4 февраля 2018 года.,
- орден Отечественной войны 1-й степени (за отличную организацию санитарной службы и обеспечение операций Карельского фронта −22.02.1943)[4],
- орден Красной Звезды (за исключительную чуткость к раненому бойцу и офицеру и умелую эвакуацию и лечение раненых во время Будапештской операции — 29.06.1945)[5],
- медаль «XX лет РККА» (24.01.1938 — № 021165);
- медаль «За оборону Ленинграда» (22.12.1942);
- медаль "За оборону Советского Заполярья";
- медаль "За победу над Германией в Великой Отечественной войне 1941-1945гг.";
- медаль "За освобождение Белграда";
- медаль "За взятие Будапешта";
- медаль "За взятие Вены";
- медали;
  - три иностранных ордена:
  - орден "За военные заслуги" 2-й степени (Народная Республика Болгария).

## Интересные факты
- генерал-лейтенант медслужбы И. А. Клюсс — единственный врач, удостоенный двух орденов Богдана Хмельницкого (1-й и 2-й степеней)
- В 1945 году был награжден орденом Красной Звезды, хотя был представлен к награждению орденом Александра Невского, старшей по рангу наградой.

## Статьи и книги о И. А. Клюссе
- Смирнов Е. И. Фронтовое милосердие[6]
- Долинин В. А., Леонов И. Т. Иван Александрович Клюсс, 1899—1948 гг. — СПб., Военно-медицинская академия, 2002. — 79 с.
- Пильник Н. М. Клюсс И. А. (статья о нём)[7]